# Die Liebe einer Frau
Die Liebe einer Frau (Originaltitel: Clair de femme) ist ein französischer Spielfilm des Regisseurs Costa-Gavras nach einem Roman von Romain Gary mit Romy Schneider in einer Hauptrolle. Ein Mann und eine Frau, die ihren Partner verloren haben, treffen sich zufällig und finden Halt aneinander. Die Geschichte spielt an einem einzigen Tag.

## Handlung
Michel will von Paris aus nach Caracas fliegen. Er entscheidet sich anders und verlässt den Flughafen wieder. Mit dem Taxi fährt er in die Innenstadt und stößt beim Aussteigen aus dem Fahrzeug mit einer Frau zusammen, der ihre Einkäufe aus der Hand fallen. Michel ist der Zwischenfall unangenehm, zumal er auch nur Dollar dabei hat und Lydia für ihn die Taxirechnung bezahlt. Beide gehen in ein Café, wo Michel ihr einen Scheck ausstellt. Sie verrät ihm ihren Namen. Beide lernen den Hundedresseur Galba kennen, der vorgibt, Michel einst in Las Vegas kennengelernt zu haben. Michel hat Galba vorher noch nie gesehen, bestätigt seine Version jedoch, da er Galbas Einsamkeit erkennt. Lydia wiederum erzählt Michel, dass sie ihren Mann und ihre kleine Tochter vor einem halben Jahr bei einem Autounfall verloren habe. Michel deutet an, dass seine Frau ihn vor langer Zeit verlassen habe.
Michel begibt sich wieder zum Flughafen, wo er verschiedene, weit entfernte Länder als Ziel seines möglichen Fluges angibt. Das Personal überprüft seine Daten, glauben die Mitarbeiter doch, Michel sei auf der Flucht. Am Ende bucht Michel einen Flug nach Jaunde, besteigt aber auch diesmal das Flugzeug nicht. Er begibt sich zu Lydia und schläft mit ihr. Sie zieht sich vor ihm zurück, als sie vom Bett aus das Foto ihrer Tochter sieht. Sie gibt zu, eigentlich sterben zu wollen, da sie nicht wisse, was sie noch auf der Welt soll. Michel geht. Er sucht Galba auf, der am Abend einen Auftritt mit seinen Pudeln und seinem Affen in einem Varieté hat. Galba hat Angst, dass er vor seinem Lieblingspudel stirbt und Michel bietet ihm an, sich um den Pudel zu kümmern. Während der Nummer, die Galba als sein Lebenswerk ansieht, tanzt der Affe mit einem Pudel. Michel findet die Aufführung schrecklich. Er bittet Lydia, zu ihm zu kommen. Wenig später ruft er seinen Freund Jean-Louis an und berichtet ihm, dass sich seine Frau in dieser Nacht von ihm getrennt habe.
Lydia erscheint und beide beschließen, ihre kurze Beziehung als einen Akt gegenseitiger Hilfe anzusehen. Lydia nimmt Michel auf die Geburtstagsfeier ihres Mannes Alain mit. Michel wird hier als ihr Freund vorgestellt und er macht sich mit seinen Russischkenntnissen bei Lydias Schwiegermutter Sonia beliebt. Wie er suchen auch andere Gäste nach dem Geburtstagskind, das nicht anwesend zu sein scheint. Lydia bringt ihn wenig später zu Alain, der in einem separaten Raum mit einem Pfleger sitzt. Alain hat infolge des Unfalls vor einem halben Jahr sein Sprachvermögen verloren und redet Kauderwelsch. Michel geht mit eigenem Kauderwelsch darauf ein, doch verlassen er und Lydia bald die Wohnung. Sie verbringen die Nacht zusammen und wollen am nächsten Morgen gemeinsam verreisen. Michel hat seine Reisetasche bei Galba vergessen und ruft ihn an. Er erfährt, dass Galbas Lieblingspudel verstorben ist und gesteht Galba, dass auch seine Frau tot sei. Lydia ist konsterniert, bietet Michel aber an, ihn zu seiner Wohnung zu begleiten. Dort ist neben dem Sanitäter bereits die Polizei anwesend. Michels Frau ist tatsächlich tot – sie war unheilbar krank und schickte Michel aus der Wohnung, um sich das Leben nehmen zu können. Er irrte seither durch Paris. Zwar verdächtigt die Polizei und vor allem die Verwandtschaft Michel, am Tod seiner Frau nicht unschuldig zu sein, doch entlastet ein Abschiedsbrief Michel vollständig.
Lydia hält vor Galbas Haus und Michel holt seine Tasche. Galba ist tot und in Michels Anwesenheit fangen der Affe und der Pudel mit ihrem Bühnentanz an. Michel flieht, doch hat Lydia vor dem Haus nicht auf ihn gewartet. In ihrer Wohnung findet Michel nur die Haushälterin vor. Lydia ruft an und berichtet Michel, dass sie eine Reise antreten werde. Sie ist bereits am Flughafen. Michel verspricht, auf sie zu warten.

## Produktion
Die Liebe einer Frau beruht auf dem Roman Clair de femme von Romain Gary. Gedreht wurde an 53 Tagen zwischen dem 4. Dezember 1978 und dem 20. Februar 1979 in den Ateliers von Cinecittà in Rom. Die Fertigstellung erfolgte im Juli 1979.
Der Film erlebte am 29. August 1979 seine Premiere in Paris. Unter den Premierenzuschauern war auch die Schauspielerin Jean Seberg, die sich in der Nacht darauf das Leben nahm. Ihr Ex-Ehemann Romain Gary dementierte auf einer Pressekonferenz, dass ihr Selbstmord in Verbindung mit dem Film und seinem Thema stehe.
Am 13. September 1979 hatte der Film seine deutsche Premiere in Wiesbaden (Bambi-Kino) und erschien am 7. September 2001 auf Video.

## Synchronisation
| Rolle         | Darsteller         | Synchronsprecher |
| ------------- | ------------------ | ---------------- |
| Michel        | Yves Montand       | Arnold Marquis   |
| Galba         | Romolo Valli       | Horst Niendorf   |
| Sonia         | Lila Kedrova       | Tilly Lauenstein |
| Polizist      | Jean Reno          | Norbert Gescher  |
| Barmann       | Roberto Benigni    | Uwe Paulsen      |
| Alain         | François Perrot    | Klaus Miedel     |
| Prostituierte | Catherine Allégret | Marianne Groß    |

## Kritik
Der Kölner Stadt-Anzeiger nannte Die Liebe einer Frau „ein Werk über Sinnleere, Liebe und Tod. Bei allen Klischee-Dialogen zeigt Costa-Gavras kühle Einsamkeit, eine fast grausame Atmosphäre mit ausgezeichneten Schauspielern.“ Cinema schrieb, dass Costa-Gavras „Ausflug ins psychologische Gefühlskino […] einige inszenatorische und dramaturgische Ungereimtheiten auf[weist]“. Die „Hauptdarsteller allerdings eine Wucht“. Fazit: „Gefühlssturm kurz vor der Schmerzgrenze“
Für den film-dienst war Die Liebe einer Frau die „Geschichte einer Lebenskrise, die dramaturgisch wie inszenatorisch nicht überzeugt; bestechend sind allerdings die Darsteller.“

## Auszeichnungen
Die Liebe einer Frau erhielt 1980 einen César in der Kategorie „Bester Ton“. Der Film war zudem für einen César in den Kategorien „Bester Film“, „Beste Regie“ und „Beste Hauptdarstellerin“ nominiert.